# Буда (Холмовское сельское поселение)
Бу́да — деревня в Смоленской области России, в Угранском районе. Население — 17 жителей (2007 год). Расположена в восточной части области в 33 км к юго-западу от Угры, в 1,3 км к северу от границы с Калужской областью у истока реки Ужрепт.
Входит в состав Всходское сельского поселения. До 2017 года входила в состав Холмовского сельского поселения.

## История
Деревня возникла во второй половине XVII — начале XVIII веков.. Название произошло от слова Буда — в прошлом предприятие по производству поташа, расположенное в лесу.

## Достопримечательности
- Обелиск на братской могиле воинов Советской Армии, погибших в 1943 году при освобождении района.

## Известные люди
В деревне родился Герой Советского Союза — старший лейтенант Рулев А. Ф. Погиб 7 мая 1945 года.
В деревне родилась Заслуженный работник сельского хозяйства РСФСР, награждённая Орденом трудового Красного Знамени, Лебедева (Левченкова) Лидия Максимовна — умерла 6 июня 2011 года.